# Catarina Ferreira (Miss Portugal)
Catarina Ferreira (Arouca, 30 de maio de 1998) é uma modelo e rainha da beleza portuguesa, vencedora do concurso Miss Mundo Portugal 2023. Ela representará Portugal no concurso Miss Mundo 2023, na Índia.

## Biografia
Catarina nasceu em Portugal e é natural de Arouca. Aos 7 anos de idade, a modelo mudou-se para a França com a família, onde mais tarde se formou em Letras e Comércio Internacional. Em 2019, decidiu regressar a Portugal para estudar Marketing no mestrado.

## Concurso de beleza

### Miss Portuguesa 2022
Catarina Ferreira iniciou a sua carreira em concursos de beleza em 2022, quando participou pela primeira vez no concurso Miss Portuguesa 2022, no Casino Estoril, em Cascais, onde foi coroada Miss Mundo Portugal 2023 e assim sucedeu a Lidy Alves.

### Miss Mundo 2023
No dia 16 de dezembro de 2023, Ferreira representará Portugal no concurso Miss Mundo 2023, no India International Convention and Expo Centre, em Nova Deli, na Índia.